# Pyrga (Bezirk Larnaka)
Pyrga (griechisch Πυργά, türkisch Çamlıbel) ist ein Ort im Bezirk Larnaka in Zypern. Bei der letzten amtlichen Volkszählung im Jahr 2021 hatte der Ort 870 Einwohner.

## Lage

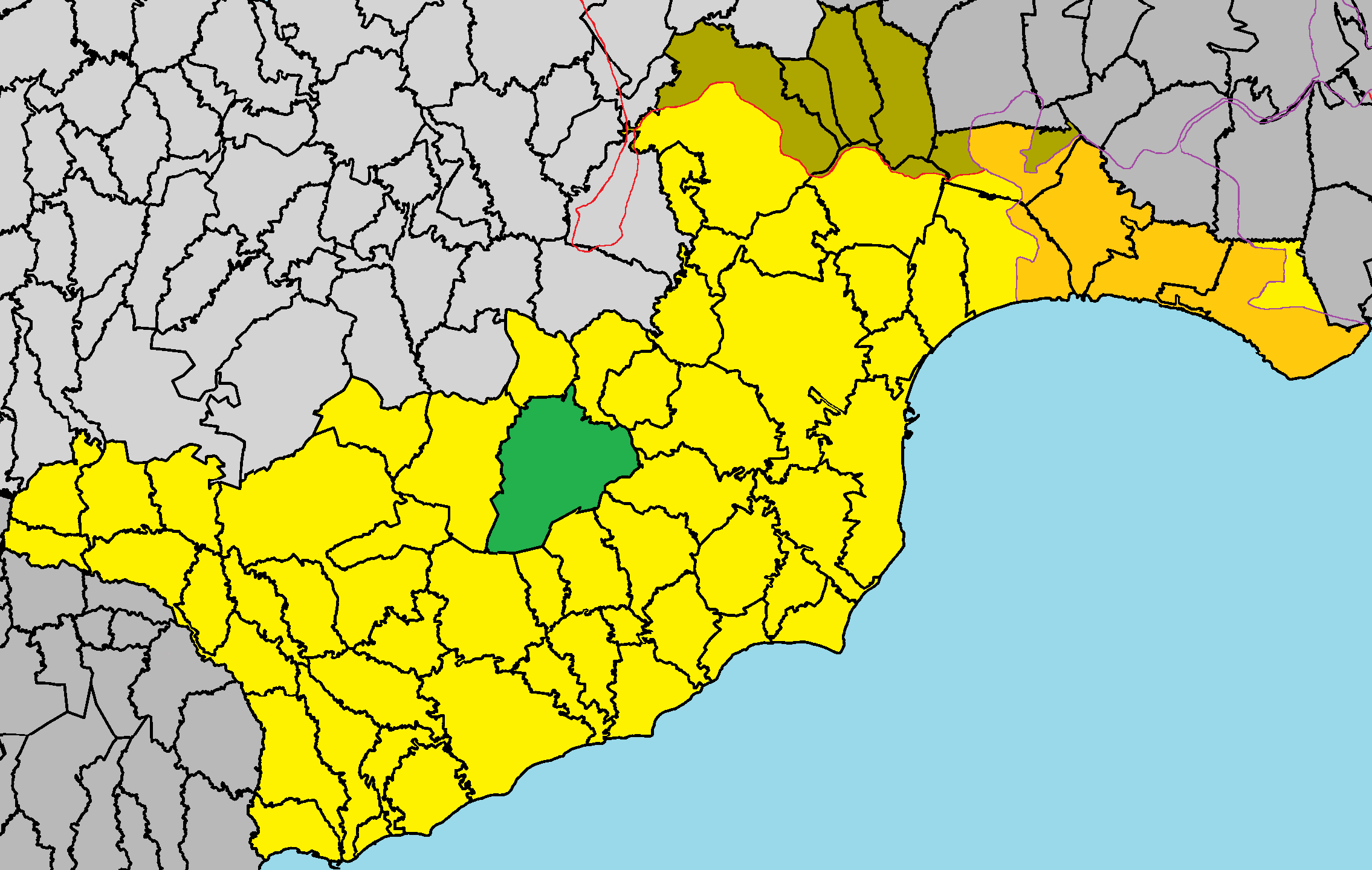
Lage der Gemeinde im Bezirk Larnaka

Pyrga liegt in der östlichen Mitte der Insel Zypern auf 270 Metern Höhe, etwa 26 km südlich der Hauptstadt Nikosia, 15 km westlich von Larnaka und 42 km nordöstlich von Limassol.
Der Ort befindet sich etwa 16 km vom Mittelmeer entfernt im Inselinneren östlich des Troodos-Gebirges. Er liegt östlich der Autobahn 1 und der B1, welche beide von Nikosia bis nach Limassol führen. Im Norden verläuft der Fluss Tremithos. Im Gebiet der Gemeinde südlich des Orts auf einem Berg liegt das Stavrovouni-Kloster. Im Ort selbst gibt es mehrere alte Kirchen und Kapellen.
Orte in der Umgebung sind Mosfiloti im Norden, Psevdas und Agia Anna im Nordosten, Kalo Chorio im Osten, Klavdia und Alethriko im Südosten, Anglisides, Menogeia und Kofinou im Süden, Kornos im Westen sowie Sia im Nordwesten.